# Domérat
Domérat je francouzská obec v departementu Allier v regionu Auvergne. V roce 2011 zde žilo 9 027 obyvatel. Spolu se severozápadní částí města Montluçon tvoří kanton Domérat-Montluçon-Nord-Ouest.

## Sousední obce
Huriel, La Chapelaude, Montluçon, Prémilhat, Quinssaines, Saint-Victor, Vaux

## Vývoj počtu obyvatel
Počet obyvatel 